# Mendo Castro Henriques
António Mendo de Castro Henriques (Lisboa, 1953) é um professor universitário, filósofo e político português.

## Biografia
É natural de Lisboa, onde reside. Foi casado com a escritora Branca Braga de Macedo. Tem quatro filhos e quatro netos, sendo professor na Universidade Católica Portuguesa. Foi presidente do partido centrista e social democrata Nós, Cidadãos! entre 2015 e 2020.
Esteve envolvido nas atividades do Movimento Associativo dos Estudantes do Ensino Secundário (MAESL) contra o antigo regime, no Liceu Normal de Pedro Nunes, entre 1969 e 1973. Foi presidente da Assembleia Geral dos Estudantes da Faculdade de Letras entre maio e setembro de 1974, representando o curso de Filosofia. 
Após interregno em que constituiu família e se dedicou à investigação, retomou nos anos 90 a sua atividade cívica. Foi secretário da Comissão das Comunidades Lusófonas da Sociedade de Geografia de Lisboa, ; vice-presidente da Associação Portuguesa Ética e Transparência,; e vice-presidente da Assembleia Geral da Associação de Auditores do Curso de Defesa Nacional.
Em 1999 publicou Bem Comum dos Portugueses em co-autoria com Jorge Braga de Macedo e José Adelino Maltez uma obra considerada "manifesto académico" por Mário Soares. Em 2006 publicou Dom Duarte e a Democracia, com prefácio de Manuel Alegre.
Após ter completado o Curso de Defesa Nacional 1990, foi assessor e posteriormente diretor de serviços no Instituto da Defesa Nacional. Aí desenvolveu manuais de cidadania e dirigiu os Cursos de Cidadania para Professores e Cursos de Segurança e Defesa para Jornalistas, tendo percorrido o país e contactado centenas de auditores. Dirigiu e foi autor da coleção de livros "Batalhas de Portugal" da editora Tribuna da História, de Pedro Avillez; a coleção alcançou 32 volumes em 2018 e foi parceira de filmes com a RTP-2. Coordenou o projeto "Os cidadãos e o reordenamento da segurança e defesa", a primeira proposta de serviço militar voluntário em Portugal; e o Conselho de Formação Cívica, que recomendou a Educação para a Cidadania no ensino básico e secundário, instituídas por decreto-lei de 2001 pelo então ministro da Educação, Guilherme d'Oliveira Martins.
Em 2007, coordenou o livro O Erro da Ota, considerado um marco na abolição deste projeto da Banca & Betão, identificado com o pior do "socratismo". Juntamente com vários dos autores do livro foi membro fundador do Instituto da Democracia Portuguesa em Agosto de 2007. O IDP realizou seminários e fóruns, e apresentou pareceres a entidades públicas, do poder local e central, por uma melhor governação, tendo-se destacado o seu combate contra a Barragem do Tua, outra custosa megalomania do socratismo. Em 2012, foi coordenador do livro "Plano C- O Combate Da Cidadania", que reunia propostas de governação elaboradas pelo IDP, com Frederico Brotas de Carvalho, João Jardine, João Palmeiro, Paulino Brilhante Santos, Gonçalo Cunha,entre outros. Foi co-organizador da Homenagem nacional ao General Ramalho Eanes em 25 de novembro de 2013.
Em 2010, foi membro fundador da Plataforma Ativa da Sociedade Civil. Em junho de 2015 juntamente com movimentos cívicos, foi membro fundador do partido Nós, Cidadãos! (NC). Foi eleito presidente da Comissão Política do NC em julho de 2015 no Congresso de Oeiras e reeleito em fevereiro de 2018 no Congresso de Oliveira de Frades. Nas eleições legislativas de 2015, o NC não obteve representação na AR; nas eleições autárquicas de 2017, obteve representação no poder local. Em maio de 2019, o NC concorreu às Eleições Europeias com Paulo de Morais como cabeça de lista. Nas eleições legislativas de 2019. o NC baixou em votação mas reuniu o apoio de personalidades como José Roquette, Henrique Neto, Cândido Ferreira, José Cid, Luísa Pacheco Marques. Recebeu o Prémio Defesa Nacional 2018 a 11 de novembro de 2019. É membro da Associação Salgueiro Maia desde 30 de novembro de 2019.

## Formação e Atividade Académica
A formação começou em casa, com seu pai, António Fortunato - médico, humanista e agricultor - e sua mãe, Maria da Graça, dirigente de movimentos laicos da Igreja. Era um ambiente liberal nas ideias mas parco na comunicação, como era timbre da época; tudo era lido mas nem tudo debatido. Foi aluno do Externato Marista onde recebeu uma educação religiosa sem preconceitos. No Liceu Normal de Pedro Nunes, em Lisboa, teve professores brilhantes em quase todas as disciplinas tendo concluído o Curso Geral dos Liceus, alínea G, (Economia). Matriculou-se no curso de Finanças no ISEG, já com a intenção de seguir Filosofia. ÉLicenciado em 1977 pela Faculdade de Letras da Universidade de Lisboa com uma dissertação sobre Fernando Pessoa, orientada pelo padre |Manuel Antunes e onde foi aluno de Carlos Silva. Foi professor do Ensino Secundário onde teve gratas experiências no Liceu D. João de Castro. Foi Bolseiro de investigação científica entre 1983-85 tendo completado o Mestre em Filosofia com uma dissertação sobre Fernando Pessoa. Foi Bolseiro de investigação entre 1987-1991 no país; no Geschwister Scholl Institut, Universidade de Munique, 1990 Alemanha: e em Hoover Archives, Universidade de Stanford, California, 1991, EUA. Obteve o grau de doutor em Filosofia, na especialidade de Política, pela Universidade Católica Portuguesa, em 1991 com uma dissertação sobre |Eric Voegelin, editada em Lisboa e depois em S.Paulo, onde deu origem a um filão de estudos voegelinianos, entre os quais Olavo de Carvalho. Também as obras sobre |Bernard Lonergan, onde colaborou com Artur Morão, chamaram a atenção no Brasil. Tem divulgado em Portugal a obra de Karl Polanyi, nomeadamente no Seminário Lonergan, co-orientado por Artur Morão. É sócio correspondente da Academia Brasileira de Filosofia.
Na Universidade Católica Portuguesa, convidado como docente em 1984, desenvolveu um conjunto de atividades de docência, investigação e serviço. Lecciona curso de Filosofia Política e Filosofia da Consciência. Foi diretor do centro de investigação GEPOLIS, cujos membros implementaram projetos apoiados pela Fundação para a Ciência e Tecnologia. É atualmente membro da direção do Centro de Estudos de Filosofia. . Foi professor convidado da Universidade Internacional e da Universidade Lusíada, em mestrados de relações internacionais e ciência política. 

## Obras publicadas
É autor, co-autor e organizador de doze monografias e mais de oitenta artigos nas áreas de filosofia e cidadania, nomeadamente na divulgação em língua portuguesa das obras filosóficas de Eric Voegelin, Bernard Lonergan e Franz Rosenzweig. Tem obras publicadas em Portugal, Brasil, França, Holanda, Itália, e Roménia. Tem sido participante e coordenador de conferências científicas e culturais em Alemanha, Angola, Bélgica, Brasil, Chile, Espanha, EUA, França, Grã-Bretanha, Hong-Kong, Itália, Luxemburgo, Macau, Marrocos, Roménia e Rússia. 

### Filosofia
- 2019 - Tomás Moro e o Sonho de um Mundo Melhor, Lisboa, Cáritas editora  [8]
- 2017 – Franz Rosenzweig e o pensamento dialógico, Lisboa, Católica editora [9]
- 2014 – Olá, Consciência!, São Paulo, É Realizações, 397 pp.[10]
- 2013 – Olá, Consciência!, Lisboa, Objectiva, 480 pp. [11]
- 2011 - Bernard Lonergan, Insight. Um ensaio sobre o Conhecimento Humano, Introdução e tradução com Artur Morão, É Realizações, S.Paulo, 728 pp.[12]
- 2010 - Bernard Lonergan; uma filosofia para o século XXI, S. Paulo, É Realizações, 120 pp.[13]
- 2010 – A Filosofia Civil de Eric Voegelin, 3ª edição, S. Paulo, É Realizações, 480 pp.[14]
- 2009 – A Filosofia Política de Eric Voegelin, livro e vídeo livro, S. Paulo, É Realizações, 98 pp.  [15]
- 1998 - Introdução à Política de Aristóteles e bibliografia, Lisboa, Vega, 1998. Tradução de António Amaral e Carlos Gomes. Prefácio de R.M. Rosado Fernandes . Nota Prévia de B. da Câmara. [16]
- 1996 - Estudos de Ideias Políticas *** De Erasmo a Nietzsche, De Eric Voegelin. Tradução e abreviação de M. C. Henriques, Lisboa, Ática, 1996 .  Previstos mais 2 volumes.  [17]
- 1994 - A Filosofia Civil De Eric Voegelin, Dissertação de Doutoramento, Lisboa, 2ª Edição Universidade Católica Editora, Lisboa 400 pp.[18]
- 1992 - A Filosofia Civil De Eric Voegelin, Dissertação de Doutoramento, Lisboa, 1ª Edição Universidade Católica Editora, Lisboa
- 1988 - Bibliografia Filosófica Portuguesa 1931-1987 ( em colaboração com Mª Lourdes Ganho) Palavras prévias de Francisco da Gama Caeiro, Lisboa, Sociedade Científica da Universidade Católica Portuguesa, Verbo, 404 pp.1988 ISBN 972-22-0146-8 [19]
- 1987 - A Filosofia Política no Integralismo Lusitano (Prémio Almeida Braga - Fundação Calouste Gulbenkian) (Em colaboração com Luís Bernardo, José António Cunha) Lisboa, Ed. dos Autores, 1987, 196 pp.
- 1985 - "As Coerências de Fernando Pessoa" , Lisboa, 1985, 375 pp. e Lisboa, Verbo, 1989, 334 pp. Edição integral da Tese de Mestrado em Filosofia apresentada na Faculdade de Letras de Lisboa.[20]

### Cidadania e História
- 2018 - Invasão de França, 1814-15 - O Exército Português na derrota de Napoleão, Lisboa, Tribuna da História, 2018, 120pp.  [21]
- 2018 – A promessa da Política, Lisboa, Católica editora [22]
- 2012 – Plano C . O Combate da Cidadania, Org. e co-autor, Lisboa, Bertrand, 280 pp. [23]
- 2009 - Vitória e Pirenéus, 1813 - O Exército Português na Libertação de Espanha, Lisboa, Tribuna da História, 2009, 142 pp. [24]
- 2008 - Dossier Regicídio; o processo desaparecido, Lisboa, Tribuna da História, 2008, 214 pp. Com João Mendes Rosa, Maria João Medeiros, Luiz Alberto Moniz Bandeira e Jaime Regalado [25]
- 2007 - O Erro da Ota e o Futuro de Portugal – Coordenador e Co-autor “Em nome do interesse nacional” apresentação da obra, pp. 7-12 Coordenador editorial e autor, 22 autores, Lisboa, Tribuna da História, 2007, 272 pp. ISBN 978-972-8799-67-0[26]
- 2006 - Dom Duarte e a Democracia, Lisboa, Bertrand Editora, 2006, 470 pp. Prefácio de D Duarte Bragança. Posfácio de Gonçalo Ribeiro Teles [27]
- 2006 - Educação para a cidadania - saber & inovar, Mendo Castro Henriques, João Reis e Luís Loia.,414 pag., 2006, ISBN: 972-770-484-0 - Uma obra que atende a duas formações complementares - ética e cívica - com as respectivas diferenças criativas. [28]
- 2006 - Security and Migrations in the Mediterranean - Playing with Fire, 2006, Edited by Mendo Castro Henriques & Mohamed Khachani, IOS PRESS, Amsterdam, ISBN 1-58603-618-1 NATO Science Series, V: Science and Technology Policy [29]
- 2006 - Salamanca - 1812 - Companheiros de Honra,Lisboa,Tribuna da História ISBN: 9789728799465 [30]
- 2005 - Panorama da cidadania, Edição em quatro línguas (Português, Espanhol, Francês e Inglês) da conferência de 22 Julho 2004, Luanda, Angola, Fédération Universitaire des Universités Catholiques, Centre de Recherches, Paris [31]
- 2004 - Apresentação ao De Legibus - Vol. 1, Edição original de Coimbra, 1612, latim. Tradução por Gonçalo Moita e Luís Cerqueira. Introdução de Gonçalo Moita, 1ª ed. Setembro, Lisboa, Tribuna, 2004 [32]
- 1999 - Educação para a Cidadania - em colaboração com João Reis, Arlindo Gonçalves Rodrigues e Filipa Pitta da Cunha. Prefácio de Jorge Sampaio e Apresentação de Guilherme d' Oliveira Martins Lisboa, Plátano, 1ª ed. Maio de 1999; 2ª ed. Setembro de 2000; 3ª ed. Junho de 2006[33]
- 1999 - Bem Comum dos Portugueses - em colaboração com J. B.  Macedo e J. A. Maltez) Lisboa, Vega, 1999. 1ª ed. Maio de 1999; 2ª ed. Outubro de 1999.[34]
- 1999 - A Monarquia Portuguesa - em colaboração com Gonçalo Ribeiro Telles, Henrique Barrilaro Ruas, Augusto Ferreira do Amaral, António Maria de Castro Henriques, João Aguiar e outros) Lisboa, Reader's Digest, 1999    [35]

### Ficção
- 2010 – Vencer ou Morrer, (romance, 1ª volume) Lisboa, Objectiva, 343 pp[36]